# Aerhydroplane Breguet
Le Breguet Aerhydroplane est un prototype d’hydravion monomoteur et monoplace réalisé en 1913 par Louis Charles Breguet et Alphonse Tellier. Il n’a jamais volé.